# Ryan Valentine
Ryan David Valentine (Wrexham, 19 augustus 1982) is een Welsh gewezen voetballer die bij voorkeur speelde als verdediger.

## Clubcarrière
Valentine tekende in de zomer van 2006 bij Wrexham, dat hem transfervrij overnam van Darlington. 

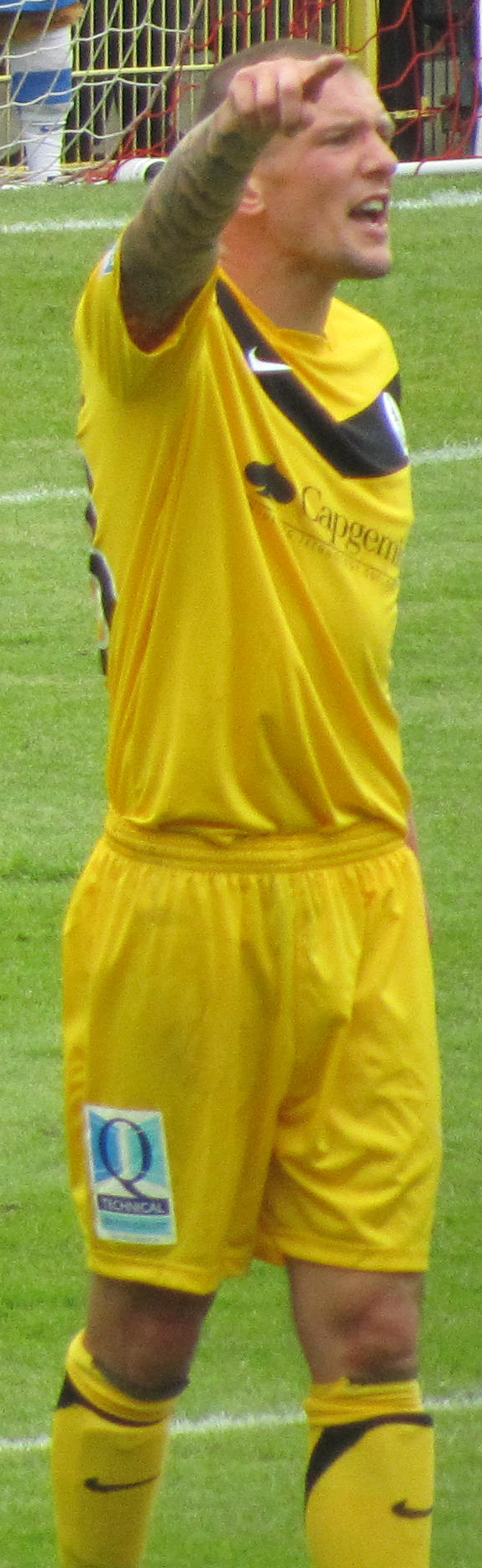
Ryan Valentine

Hij speelde in het seizoen 2006/07 een belangrijke rol voor Wrexham. Hij benutte op 5 mei 2007 een strafschop in de wedstrijd tegen Boston United, welke de score op 1-1 bracht. Wrexham won de wedstrijd uiteindelijk met 3-1 en bleef in de Football League. Op 18 januari 2008 werd aangekondigd dat Valentine Wrexham zou verlaten om terug te keren bij Darlington. Op 29 mei 2009 tekende hij een eenjarig contract bij League Two-club Hereford United. Zijn contract werd later met een jaar verlengt. Na een seizoen waarin hij door blessureleed vijf maanden niet kon spelen vertelde Hereford United hem dat zijn aflopende contract niet verlengt zou worden.
Op 30 juni 2011 tekende Valentine een eenjarig contract bij AFC Telford United. Vervolgens tekende hij aan het eind van het seizoen 2011/12 een verbeterd contract, welke hem tot medio 2013 aan de club bond. Op 11 Mei 2013 werd door Telfort United bekendgemaakt dat hij moest vertrekken, net als vijf andere spelers.
Op 8 juni 2013 werd Valentine aangekondigd als nieuwe aanwinst van Bala Town, uitkomend in de Welsh Premier League. Bij de club maakte hij zijn debuut in de Europa League. In 2017 won hij met de club de Welshe voetbalbeker door in de finale The New Saints met 2-1 te verslaan.
In juni 2017 werd Valentine aangesteld als assistent-trainer van Bala Town. Hij bleef echter wel speelgerechtigd voor de club. Twee jaar later verliet hij de club. 

## Statistieken
| Seizoen | Club               | Land     | Competitie           | Duels | Doelp. |
| ------- | ------------------ | -------- | -------------------- | ----- | ------ |
| 2004/05 | Darlington FC      | Engeland | League Two           | 36    | 1      |
| 2005/06 | Darlington FC      | Engeland | League Two           | 43    | 0      |
| 2006/07 | Wrexham AFC        | Wales    | League Two           | 34    | 2      |
| 2007/08 | Wrexham AFC        | Wales    | League Two           | 14    | 0      |
| 2007/08 | Darlington FC      | Engeland | League Two           | 17    | 0      |
| 2008/09 | Darlington FC      | Engeland | League Two           | 31    | 0      |
| 2009/10 | Hereford United FC | Engeland | League Two           | 40    | 4      |
| 2010/11 | Hereford United FC | Engeland | League Two           | 16    | 0      |
| 2011/12 | AFC Telford United | Engeland | National League      | 37    | 0      |
| 2012/13 | AFC Telford United | Engeland | National League      | 33    | 1      |
| 2013/14 | Bala Town FC       | Wales    | Welsh Premier League | 31    | 5      |
| 2014/15 | Bala Town FC       | Wales    | Welsh Premier League | 27    | 3      |
| 2015/16 | Bala Town FC       | Wales    | Welsh Premier League | 23    | 0      |
| 2016/17 | Bala Town FC       | Wales    | Welsh Premier League | 15    | 0      |
| 2017/18 | Bala Town FC       | Wales    | Welsh Premier League | 10    | 0      |
| Totaal  | Totaal             | Totaal   | Totaal               | 407   | 16     |

## Interlandcarrière
Valentine's goede spel in het seizoen 2006/07 zorgde ervoor dat hij meerdere malen werd opgeroepen voor het Welsh voetbalelftal, maar tot een debuut kwam het niet. Hij speelde tussen 2001 en 2002 achtmaal in Wales onder 21.

## Erelijst

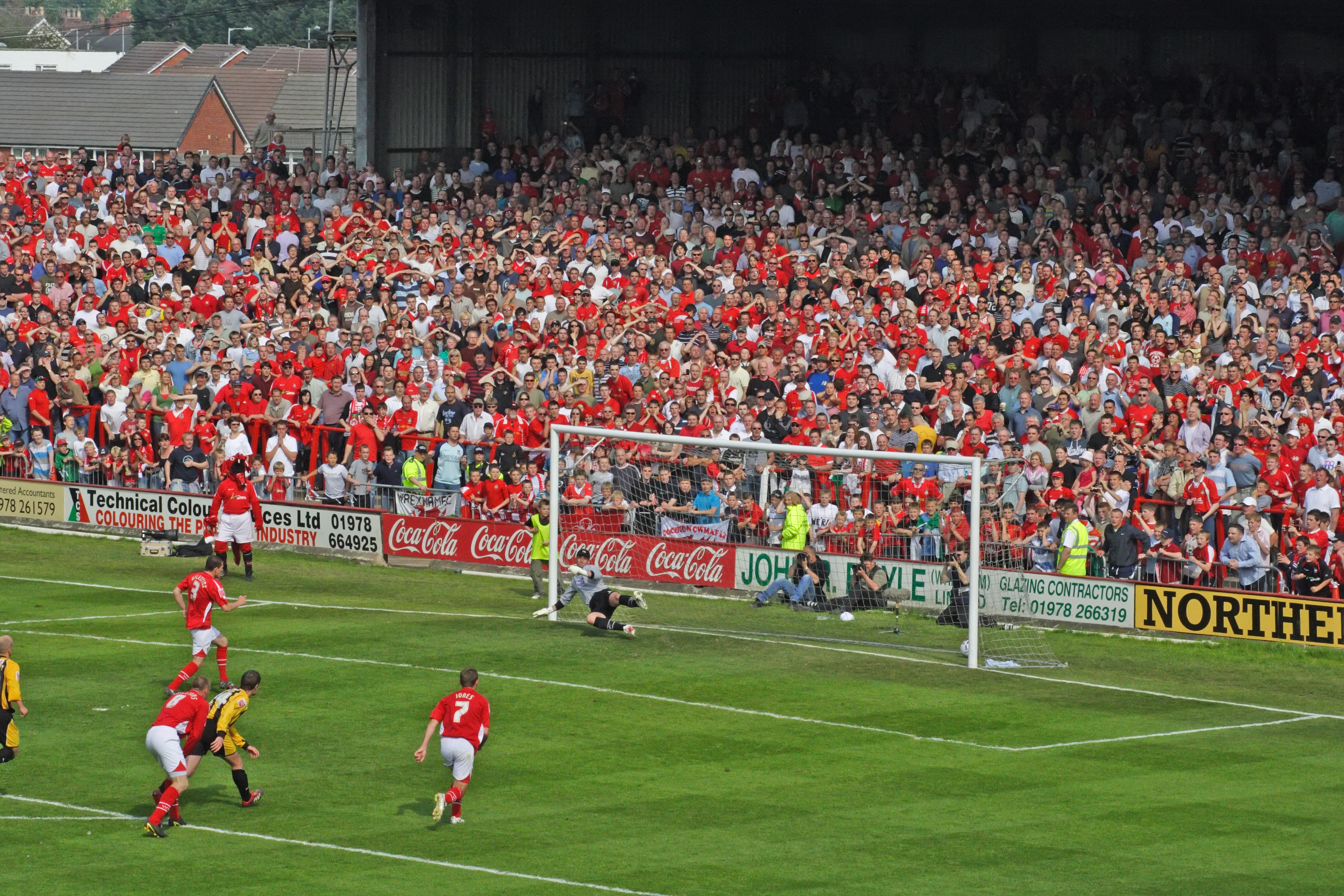
5 Mei 2007, Ryan Valentine scoort het doelpunt dat Wrexham in de Football League houd.

### MetBala Town FC
| Nationaal           |    |      |
| Welshe voetbalbeker | 1x | 2017 |